# Jean-Pierre Calvel
Jean-Pierre Calvel, né le 5 août 1946 à Lyon (Rhône) où il est mort le 30 août 2023, est un homme politique français. Il est maire de Sathonay-Village de 1985 à sa mort.

## Détail des fonctions et des mandats
Mandat parlementaire
- 2 avril 1993 - 21 avril 1997 : Député de la 7e circonscription du Rhône